# Оливето Читра
Оливѐто Чѝтра (на италиански: Oliveto Citra) е малко градче и община в Южна Италия, провинция Салерно, регион Кампания. Разположено е на 300 m надморска височина. Населението на общината е 3972 души (към 2010 г.).